# イノセント・ブルー
「イノセント・ブルー」は、日本のバンドDeviceHighの楽曲。同バンドのデビューシングルとして、2007年7月25日にランティスからリリースされた。楽曲「イノセント・ブルー」は、テレビアニメ『School Days』のオープニングテーマとして起用された。シングルのジャケットには、同アニメに登場するキャラクターの桂言葉と西園寺世界が手を取り合っている様子が描かれている。

## チャート成績と批評
シングル「イノセント・ブルー」はリリースされた後、2007年8月第1週付のオリコンシングルチャートにおいて最高65位を記録している。
楽曲「イノセント・ブルー」は批評家から以下のような評価を受けた。まず、CDJournalのレビュアーはテレビアニメの原作に当たるゲーム『School Days』への理解度が高いと評価し、「説得力のある」作品とした。洋泉社が発行した『アニソンマガジン』のレビュー集のなかでライターの前田久は、メロディやシンセサイザーを用いたストリングスについては「オーソドックス」と言及したものの、スウィングおよび随所にある電子音楽的なサウンドによって「どこか耳に引っ掛かる不思議な感触を生み出している」と指摘した。ウェブサイトAnime News Networkのレビュアー・Theron Martinは、アニメ作品における「イノセント・ブルー」の起用についてエンディングテーマと比較して「退屈でかつ記憶に残らない」と批評した。

## 収録曲
| #         | タイトル                              | 作詞      | 作曲      | 編曲      | 時間  |
| --------- | ------------------------------------- | --------- | --------- | --------- | ----- |
| 1.        | 「イノセント・ブルー」                | R.E.M.    | 橋本彦士  | 橋本彦士  | 3:58  |
| 2.        | 「Dancin' JOKER」                     | R.E.M.    | R.E.M.    | 橋本彦士  | 4:05  |
| 3.        | 「イノセント・ブルー (Instrumental)」 | R.E.M.    | 橋本彦士  | 橋本彦士  | 3:58  |
| 4.        | 「Dancin' JOKER (Instrumental)」      | R.E.M.    | R.E.M.    | 橋本彦士  | 4:05  |
| 合計時間: | 合計時間:                             | 合計時間: | 合計時間: | 合計時間: | 16:06 |

## 収録作品
| 曲名               | 収録アルバム                     |
| ------------------ | -------------------------------- |
| イノセント・ブルー | School Days VOCAL COMPLETE ALBUM |

## カバー
- 西園寺世界（河原木志穂）&桂言葉（岡嶋妙）- アルバム『School Days VOCAL COMPLETE ALBUM』に収録。